# Fischer-Tropschov postupak
Fischer-Tropschov postupak jest industrijska metoda dobivanja ugljikovodika iz ugljikova monoksida i vodika (sintetski plin). Postupak, razvijen 1933. su Nijemci primijenili za dobivanje motornih goriva u Drugom svjetskom ratu. Vodik i ugljikov monoksid miješaju se u omjeru 2:1 i prevode pri temperaturi od 200 °C preko nikla ili kobalta kao katalizatora. Dobivena smjesa ugljikovodika može se razdijeliti u dizelsku i benzinsku frakciju. Usavršenim Fischer-Tropschovim postupkom proizvodi se sintetički benzin u Južnoafričkoj Republici, dvama postupcima, tzv. "Sasol" i "Synthol postupcima", a sintetski plin se dobiva od ugljena ili prirodnog plina.
Fischer-Tropschov postupak je dobio naziv po njemačkom kemičaru Franzu Fischeru (1852. – 1932.) i češkom kemičaru Hansu Tropschu (1839. – 1935.), koji su otkrili taj postupak oko 1920. Nakon toga su napravljene mnoge izmjene i slični postupci, kao npr. Fischer-Tropschova sinteza i drugi. Počeo se primjenjivati u Njemačkoj od 1936., tako da je u Drugom svjetskom ratu bilo oko 9% zamjenskog goriva za naftu u njihovoj vojnoj industriji. Stupanj iskorištenja tog postupka se kreće od 25% do 50%.

## Kemija Fischer-Tropschovog postupka
Fischer-Tropschov postupak uključuje čitav niz kemijskih reakcija kojim se dobivaju ugljikovodici (CnH(2n+2)). Korisne reakcije stvaraju alkane:
(2n+1) H2  +  n CO   →   CnH(2n+2)  +  n H2O
gdje je n pozitivan broj. Stvaranje metana (n = 1) je uglavnom nepoželjno. Poželjno je stvaranje alkana koji imaju ravni lanac, a oni su pogodni kao dizelsko gorivo. Osim alkana, dobivaju se i male količine alkena, kao i alkohola i ostalih ugljikohidrata s atomima kisika.

### Ostale kemijske reakcije
Da bi došlo do stvaranja ugljikovodika potrebno je nekoliko prethodnih kemijskih reakcija koje uključuju katalizatore. Prva od njih bi bila odsumporavanje, jer sumpor sprječava ("truje") djelovanje katalizatora na stvaranje ugljikovodika (Fischer-Tropschov postupak). Osim toga, nekoliko se kemijskih reakcija primjenjuje da bi se dobio odgovarajući odnos vodika i ugljikovog monoksida ili H2/CO odnos. Jedna od njih je dobivanje vodika iz ugljikovog monoksida:
H2O  +  CO   →   H2  +  CO2
Za Fischer-Tropschova postrojenja koja koriste metan kao sirovinu, vrlo važna kemijska reakcija je parno reformiranje, kojim se metan razlaže na vodik i ugljikov monoksid:
H2O  +  CH4   →   CO  +  3 H2
Da bi se iz ugljikovog monoksida CO dobili alkani, potrebna je hidrogenacija CO, hidrogenoliza (cijepanje molekula s vodikom H2) veze C-O, te stvaranje veze C-C. 

### Uvjeti postupka
Uglavnom, Fischer-Tropschov postupak se ostvaruje u temperaturnom području od 150 °C do 300 °C. Više temperature od toga vode do brzih kemijskih reakcija, ali i do sve većeg stvaranja metana. Zbog toga se uglavnom temperature održavaju u nižem dijelu tog područja. Povećanje tlaka vodi do većeg pretvaranja u ugljikovodike i stvaranje alkana s dužim lancima, što je povoljno. Tlak je uglavnom od 1 do nekoliko bara. I veći tlak bi bio povoljan, ali to vodi do poskupljenja opreme, a može doći i do prestanka djelovanja katalizatora i stvaranja koksa. 
Kod Fischer-Tropschovog postupka mogu se upotrebljavati različiti odnosi sintetskog plina. Ako se upotrebljava kobalt kao katalizator, onda je najbolji odnos H2:CO od 1,8 do 2,1. Ako se upotrebljava željezo kao katalizator, onda je moguće koristiti i niži odnos H2:CO, što je uobičajeno za sintetski plin dobiven iz ugljena i biomase (odnos H2:CO je dosta nizak, a može biti i manji od 1).

### Raspodjela dobivenih ugljikovodika
Raspodjela dobivenih ugljikovodika kod Fischer-Tropschovog postupka obično slijedi Anderson-Schulz-Floryjevu raspodjelu, koja se može izraziti kao:
Wn/n = (1-α)2αn-1
gdje je Wn težinski udio frakcija molekula ugljikovodika koji imaju n atoma ugljika. α je vjerojatnost rasta lanca molekule ili mogućnost da će se molekula povećati kako bi napravila duži lanac. Općenito, α uglavnom ovisi o katalizatoru i posebnim uvjetima postupka. Gornja jednakost otkriva da će se u postupku stvarati jedino metan ako je α manje od 0,5. S druge strane ako je α bliži 1, onda će količina metana biti sve manja s obzirom na ostale ugljikovodike. To znači, povećanjem α duljina lanaca ugljikovodika će se isto povećati. Ipak, treba naglasiti da je ugljikovodik s vrlo velikom duljinom lanca vosak, što je nepovoljno, jer želimo da gorivo bude tekuće, pa će biti potrebno cijepanje (krekiranje) dugačkih molekula. Zbog toga je potrebno koristiti neke katalizatore, kao npr. zeolite, s kojima molekule ugljikovodika neće biti ni preduge (obično n < 10). Takav postupak gdje se neće stvarati metan, ali ni predugačke molekule ugljikovodika (vosak), do sada nije još posve uspješno postignut. 

### Katalizatori za Fischer-Tropschov postupak
Za Fischer-Tropschov postupak se koriste vrlo različiti katalizatori, ali uobičajeno su to prijelazni metali kao kobalt, željezo i rutenij. Nikal se isto može koristiti, ali on povećava stvaranje metana. 